# Gran Premi del Japó del 2015

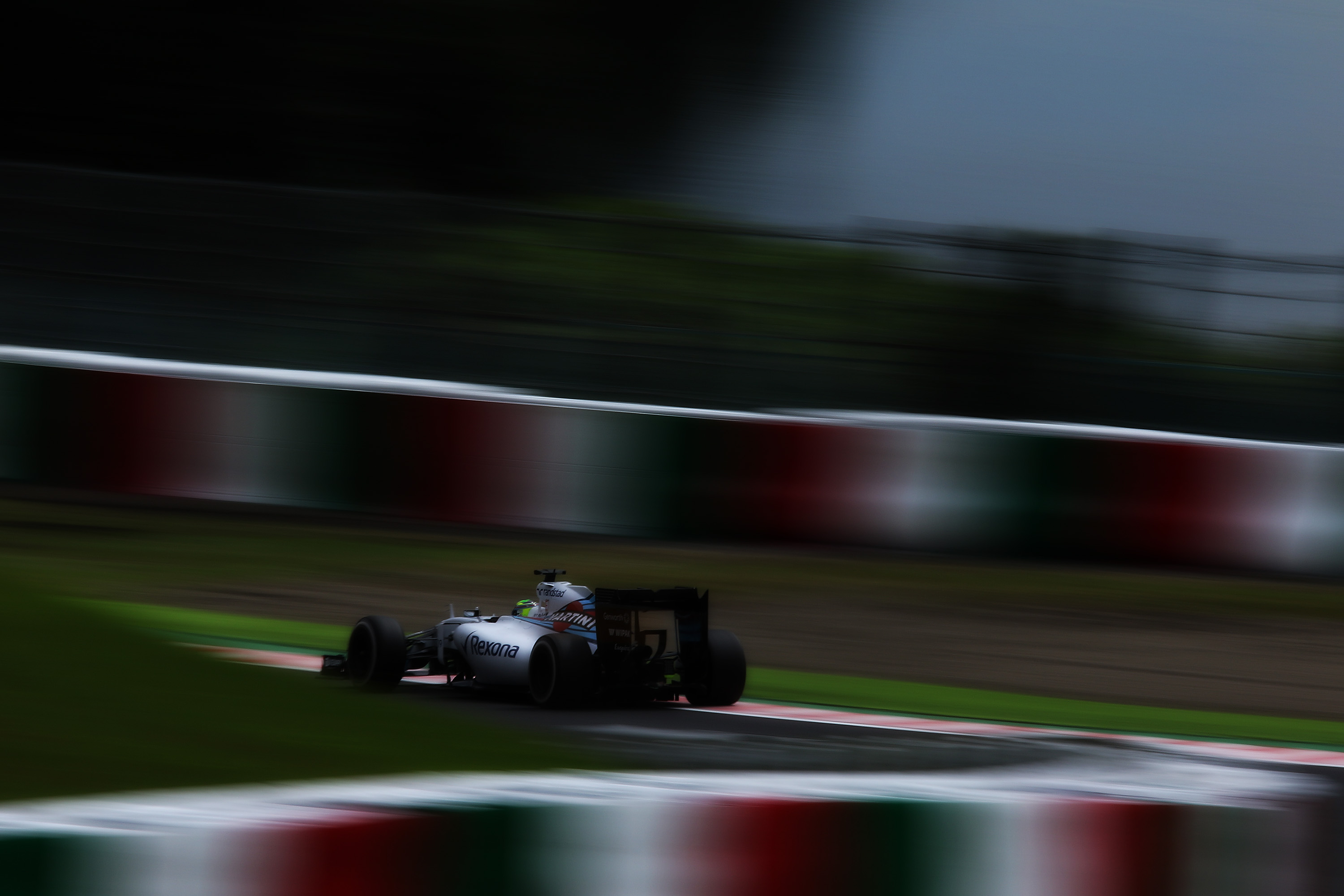
Imatge del cotxe de Felipe Massa.

El Gran Premi del Japó de Fórmula 1 de la temporada 2015 s'ha disputat al Circuit de Suzuka, del 25 al 27 de setembre del 2015.

## Resultats de la qualificació
| Pos                  | No | Pilot             | Constructor          | Part 1   | Part 2      | Part 3      | Sortida |
| -------------------- | -- | ----------------- | -------------------- | -------- | ----------- | ----------- | ------- |
| 1                    | 6  | Nico Rosberg      | Mercedes             | 1:33.015 | 1:32.632    | 1:32.584    | 1       |
| 2                    | 44 | Lewis Hamilton    | Mercedes             | 1:32.844 | 1:32.789    | 1:32.660    | 2       |
| 3                    | 77 | Valtteri Bottas   | Williams-Mercedes    | 1:34.326 | 1:33.416    | 1:33.024    | 3       |
| 4                    | 5  | Sebastian Vettel  | Ferrari              | 1:34.431 | 1:33.844    | 1:33.245    | 4       |
| 5                    | 19 | Felipe Massa      | Williams-Mercedes    | 1:34.744 | 1:33.377    | 1:33.337    | 5       |
| 6                    | 7  | Kimi Räikkönen    | Ferrari              | 1:34.171 | 1:33.361    | 1:33.347    | 6       |
| 7                    | 3  | Daniel Ricciardo  | Red Bull-Renault     | 1:34.399 | 1:34.153    | 1:33.497    | 7       |
| 8                    | 8  | Romain Grosjean   | Lotus-Mercedes       | 1:34.398 | 1:34.278    | 1:33.967    | 8       |
| 9                    | 11 | Sergio Pérez      | Force India-Mercedes | 1:35.001 | 1:34.174    | Sense temps | 9       |
| 10                   | 26 | Daniïl Kviat      | Red Bull-Renault     | 1:34.646 | 1:34.201    | Sense temps | PL1     |
| 11                   | 27 | Nico Hülkenberg   | Force India-Mercedes | 1:35.328 | 1:34.390    |             | 132     |
| 12                   | 55 | Carlos Sainz, Jr. | Toro Rosso-Renault   | 1:34.873 | 1:34.453    |             | 10      |
| 13                   | 13 | Pastor Maldonado  | Lotus-Mercedes       | 1:34.796 | 1:34.497    |             | 11      |
| 14                   | 14 | Fernando Alonso   | McLaren-Honda        | 1:35.467 | 1:34.785    |             | 12      |
| 15                   | 33 | Max Verstappen    | Toro Rosso-Renault   | 1:34.522 | Sense temps |             | 173     |
| 16                   | 22 | Jenson Button     | McLaren-Honda        | 1:35.664 |             |             | 14      |
| 17                   | 9  | Marcus Ericsson   | Sauber-Ferrari       | 1:35.673 |             |             | 15      |
| 18                   | 12 | Felipe Nasr       | Sauber-Ferrari       | 1:35.760 |             |             | 16      |
| 19                   | 28 | Will Stevens      | Marussia-Ferrari     | 1:38.783 |             |             | 18      |
| 107% temps: 1:39.343 |    |                   |                      |          |             |             |         |
| NC                   | 53 | Alexander Rossi   | Marussia-Ferrari     | 1:47.114 |             |             | 194     |
| Font:                |    |                   |                      |          |             |             |         |

Notes
^1  – Daniïl Kviat hade sortir del pit lane per haver canviat el xassís a causa d'un accident a la Q3.

^2  – Nico Hülkenberg ha rebut una penalització de 3 llocs a la graella per una col·lisió amb Felipe Massa al GP anterior.

^3  – Max Verstappen ha rebut una penalització de 3 llocs a la graella per deixar el monoplaça en un lloc potencialment perillós durant la Q1.

^4  – Alexander Rossi ha rebut permís dels comissaris per disputar la cursa tot i no haver superat el temps de tall (107%).

## Resultats de la Cursa
| Pos   | No | Pilot             | Constructor          | Voltes | Temps / Retirada | Pos.Sortida | Punts |
| ----- | -- | ----------------- | -------------------- | ------ | ---------------- | ----------- | ----- |
| 1     | 44 | Lewis Hamilton    | Mercedes             | 53     | 1h 28' 06 508'   | 2           | 25    |
| 2     | 6  | Nico Rosberg      | Mercedes             | 53     | + 18.964 s       | 1           | 18    |
| 3     | 5  | Sebastian Vettel  | Ferrari              | 53     | + 20.850 s       | 4           | 15    |
| 4     | 7  | Kimi Räikkönen    | Ferrari              | 53     | + 33.768 s       | 6           | 12    |
| 5     | 77 | Valtteri Bottas   | Williams-Mercedes    | 53     | + 36.746 s       | 3           | 10    |
| 6     | 27 | Nico Hülkenberg   | Force India-Mercedes | 53     | + 55.559 s       | 13          | 8     |
| 7     | 8  | Romain Grosjean   | Lotus-Mercedes       | 53     | + 1:12.298 min.  | 8           | 6     |
| 8     | 13 | Pastor Maldonado  | Lotus-Mercedes       | 53     | + 1:13.575 min.  | 11          | 4     |
| 9     | 33 | Max Verstappen    | Toro Rosso-Renault   | 53     | + 1:35.315 min.  | 17          | 2     |
| 10    | 55 | Carlos Sainz, Jr. | Toro Rosso-Renault   | 52     | + 1 Volta        | 10          | 1     |
| 11    | 14 | Fernando Alonso   | McLaren-Honda        | 52     | + 1 Volta        | 12          |       |
| 12    | 11 | Sergio Pérez      | Force India-Mercedes | 52     | + 1 Volta        | 9           |       |
| 13    | 26 | Daniïl Kviat      | Red Bull-Renault     | 52     | + 1 Volta        | PL          |       |
| 14    | 9  | Marcus Ericsson   | Sauber-Ferrari       | 52     | + 1 Volta        | 15          |       |
| 15    | 3  | Daniel Ricciardo  | Red Bull-Renault     | 52     | + 1 Volta        | 7           |       |
| 16    | 22 | Jenson Button     | McLaren-Honda        | 52     | + 1 Volta        | 14          |       |
| 17    | 19 | Felipe Massa      | Williams-Mercedes    | 51     | + 2 Voltes       | 5           |       |
| 18    | 53 | Alexander Rossi   | Marussia-Ferrari     | 51     | + 2 Voltes       | 19          |       |
| 19    | 28 | Will Stevens      | Marussia-Ferrari     | 50     | + 3 Voltes       | 18          |       |
| 201   | 12 | Felipe Nasr       | Sauber-Ferrari       | 49     | Prob. mecànics   | 16          |       |
| Font: |    |                   |                      |        |                  |             |       |

Notes
^1  – Felipe Nasr es comptabilitza com a classificat en haver disputat el 90% de la cursa.